# Паперова хроматографія

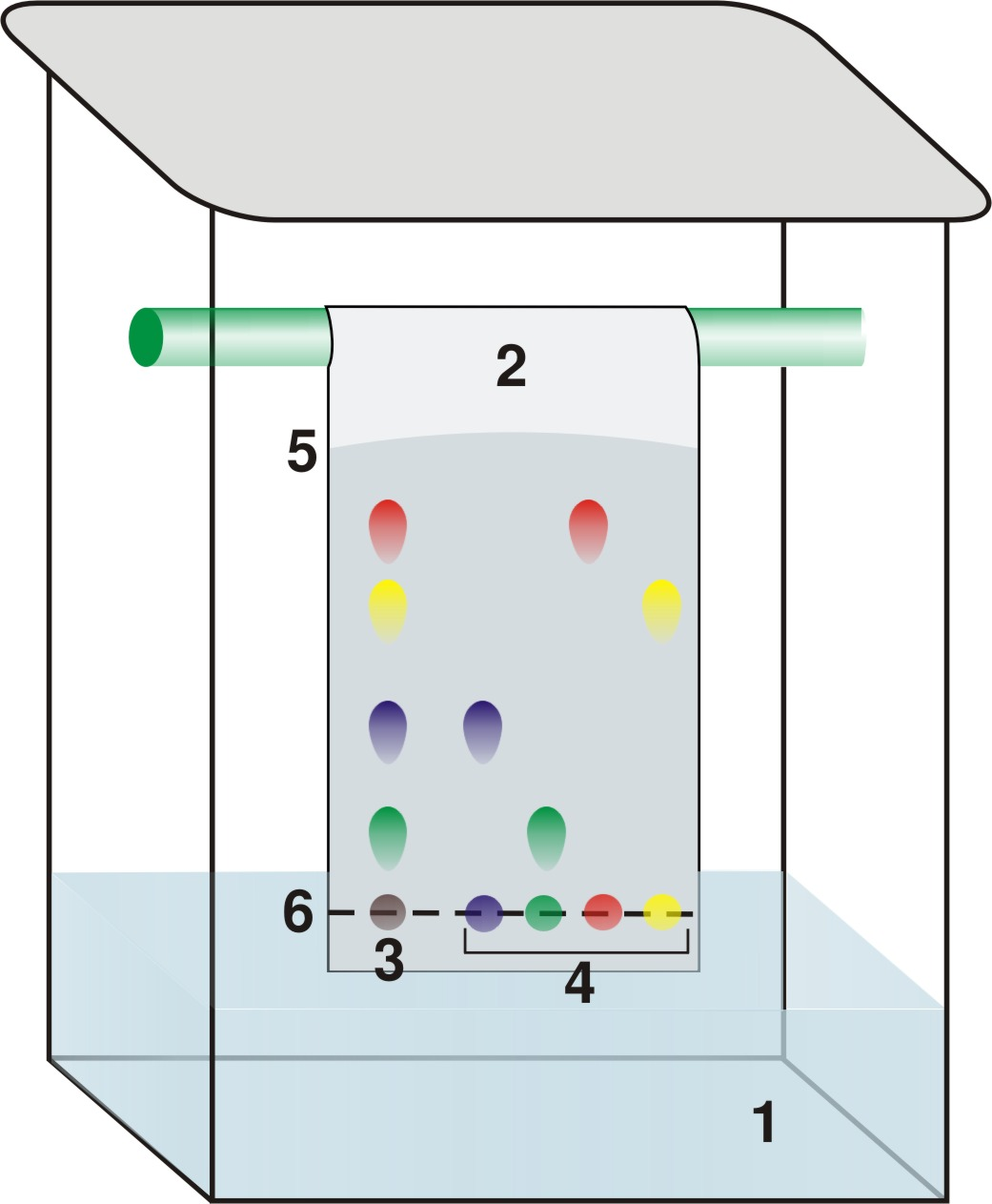
Паперова хроматографія

Паперо́ва хроматогра́фія (англ. paper chromatography; нім. Papierchromatographie f) — хроматографічний метод розділення й аналізу сумішей речовин, оснований на їхньому розподілі між рухомою і нерухомою фазами; як носій нерухомої рідкої фази використовують папір. Метод запропонували англійські вчені А. Мартін і Р. Сінг 1941 року.
Паперову хроматографію використовують для розділення та аналізу неорганічних та органічних компонентів природних та промислових речовин (наприклад, визначають смоли в нафтопродуктах, рідкісноземельні елементи в гірських породах та мінералах).